# Manpei Takagi
Manpei Takagi (高木 万平 Takagi Manpei?,  Nagoya, Prefectura de Aichi, 22 de octubre de 1985) es un actor retirado japonés. Durante toda su carrera estuvo afiliado a Stardust Promotion. Es principalmente conocido por su papel de Retsu Fukami/Geki Blue en la serie de Super Sentai, Jūken Sentai Gekiranger.

## Biografía
Takagi nació el 22 de octubre de 1985 en la ciudad de Nagoya, Aichi. Tiene un hermano gemelo idéntico, Shinpei, quien también ha incursionado como actor. Ambos hermanos crecieron en una familia adinerada, pero fueron estrictamente educados por su padre, quien creía que "el lujo era un enemigo de la juventud". Su debut como actor se produjo en 2005, mientras que en 2007 apareció en la serie Jūken Sentai Gekiranger en el papel de Retsu Fukami/Geki Blue. Su hermano fue actor invitado en uno de los episodios, en el cual interpretó a un falso Retsu. Takagi repetiría su rol en otras tres películas de la franquicia entre 2007 y 2009. 
En 2011, Takagi interpretó a Kaoru Hitachiin en una adaptación a serie del manga Ouran High School Host Club, con Shinpei interpretando al gemelo de este, Hikaru Hitachiin. Ambos repitieron sus papeles como los hermanos Hitachiin en una película producida en 2012. En abril de 2017, tanto él como su hermano se retiraron del mundo del entretenimiento.

## Filmografía

### Películas
| Año  | Título                                                               | Papel                  | Notas |
| ---- | -------------------------------------------------------------------- | ---------------------- | ----- |
| 2007 | Juken Sentai Gekiranger: Nei-Nei! Hou-Hou! Hong Kong Decisive Battle | Retsu Fukami/Geki Blue |       |
| 2008 | Juken Sentai Gekiranger vs Boukenger                                 | Retsu Fukami/Geki Blue |       |
| 2009 | Engine Sentai Go-onger vs. Gekiranger                                | Retsu Fukami/Geki Blue |       |
| 2012 | Ouran High School Host Club                                          | Kaoru Hitachiin        |       |
| 2012 | Sentimental Yasuko                                                   | Komagata Kazuki        |       |
| 2014 | Shippu Nijimaru-gumi                                                 | Nijikawa Jun           |       |
| 2014 | Kabadieen! Gekitotsu Dokuro Koko hen                                 | Kido                   |       |
| 2016 | Shōwa saikyō kōkō-den kuniji sanjō!!                                 | Shuen Ogawa            |       |

### Televisión
| Year | Title                       | Role                        | Notes             |
| ---- | --------------------------- | --------------------------- | ----------------- |
| 2007 | Jūken Sentai Gekiranger     | Retsu Fukami/Geki Blue      | Debut role        |
| 2008 | Cafe Kichijoji de           | Minakawa Hifumi             |                   |
| 2009 | Mei-chan no Shitsuji        | Akabane Ukon                |                   |
| 2009 | Meitantei no Okite          | Kaneda in highschool (ep 9) |                   |
| 2009 | Ninkyo Helper               | Koga Kensuke                |                   |
| 2010 | Indigo no Yoru              | Moichi                      |                   |
| 2011 | Ouran High School Host Club | Kaoru Hitachiin             |                   |
| 2013 | Garo: Yami o Terasu Mono    | Estudiante de secundaria    | Invitado (ep. 10) |
| 2014 | Yu-Gi-Oh! Arc-V             | Yuto                        | Voz               |
| 2015 | Kasouken no Onna            | Osamu Iwasaki               |                   |